# Аллингем, Хелен
Хелен Аллингем (урожденная Хелен Мэри Элизабет Патерсон; англ. Helen Allingham; 26 сентября 1848, деревня Сводлинкот, недалеко от Бертон-апон-Трент в графстве Дербишир, в Англии — 28 сентября 1926, Хейзлмир, Уэверли, графство Суррей) — английская художница-акварелистка, иллюстратор.

## Биография
Родилась в семье сельского врача Александра Генри Патерсона. Была старшей из семи его детей. В 13-летнем возрасте осталась сиротой. С раннего возраста имела талант к рисованию, который поддерживался её бабушкой Сарой Смит Герфорд и теткой Лорой, известными художницами своего времени.

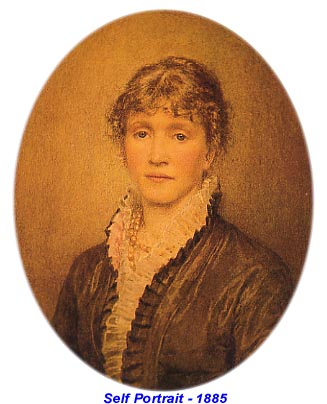
Автопортрет. 1885 год

Первоначально в течение трёх лет училась живописи в Бирмингемской художественной школе, затем с 1867 посещала курс в «Женской школе искусств», филиале Королевского училища искусств в Лондоне. Молодая Хелен находилась под сильным влиянием преподавателей школы: Ричарда Бурчетта, Фредерика Уокера, сэра Фредерика Лейтона и сэра Джона Эверетта Милле, представителей викторианского академизма (салонного искусства), близких к прерафаэлитам. Обучение в школе при Королевской академии было бесплатным, но Хелен нуждалась в средствах для оплаты жилья и ежедневных расходов.
В связи с этим во время учёбы Хелен стала работать иллюстратором в разных издательствах и через некоторое время решила отказаться от дальнейшей учёбы в пользу карьеры профессиональной художницы. Она занималась оформлением книг для детей и взрослых, выполнила, в частности, престижный заказ на иллюстрации к книге Томаса Харди «Вдали от обезумевшей толпы». Также Хелен создавала иллюстрации для периодических изданий, в том числе газет. На вечерних занятиях в Школе изящных искусств она познакомилась с художницей и писательницей Кейт Гринуэй и стала на долгие годы её близкой подругой.
В 1874 вышла Хелен замуж за поэта и редактора журнала «Fraser’s Magazine» Вильяма Аллингема (1828—1889), который был почти вдвое старше её. После замужества она отказалась от иллюстрирования и вернулась к акварельной живописи.
В 1881 семья переехала из лондонского района Челси в деревню Уитли в графстве Суррей. Хелена начала рисовать красивые сельские пейзажи, окружающую природу, особенно живописные сельские дома и поместья Суррея и Сассекса, и вскоре стала популярной художницей. Она продолжала писать сельские пейзажи и в других частях Англии — Мидлсексе, Кенте, острове Уайт, а также в Ирландии, Франции, Италии (в Венеции). Две её акварели: «Доярка» и «Жди меня» — были приняты на летнюю выставку Королевской Академии в Лондоне в 1874 году.
В 1888 здоровье мужа ухудшилось, и семейная пара решила вернуться в Лондон, чтобы быть рядом с их многочисленными друзьями и обеспечивать образование своих троих детей. Они поселились в лондонском районе Хэмпстед, но Хелена продолжала творческие поездки в графство Суррей и Кент. В ноябре 1889 Вильям Аллингем умер, оставив Хелену с детьми почти без средств существования. Ей пришлось приложить много усилий и плодотворной работы, чтобы ежегодно выставлять свои акварели на выставках в Лондоне. В 1905 году она работала со своим братом Артуром Патерсоном над книгой под названием «Дома Теннисона», содержащей 20 её акварелей. Редактировала несколько сборников стихов своего покойного мужа, Вильяма Аллингема.
В творческом наследии художницы есть также несколько портретов, в том числе писателя Томаса Карлейла.
Хелен Аллингем в 1890 стала первой женщиной, принятой в качестве полноправного члена британского Королевского акварельного общества.

## Галерея
|  |  |  |  |  |

|  |  |  |  |  |